# Starý Hrozenkov
Starý Hrozenkov (in tedesco Alt Traubendorf) è un comune della Repubblica Ceca facente parte del distretto di Uherské Hradiště, nella regione di Zlín.